# Cariridris bipetiolata
Cariridris bipetiolata är en myrart som beskrevs av Brandao och Martins-neto 1990. Cariridris bipetiolata ingår i släktet Cariridris och familjen myror. Inga underarter finns listade.